# Robert E. Parsons
Robert E. Parsons (* 15. April 1892 in Farmington, Connecticut; † 18. Juli 1966) war ein US-amerikanischer Politiker. In den Jahren 1948 und 1949 war er Vizegouverneur des Bundesstaates Connecticut.

## Werdegang
Über die Jugend und Schulausbildung von Robert Parsons ist nichts überliefert. Er lebte in seiner Geburtsstadt Farmington, wo er als Autohändler tätig war. Politisch schloss er sich der Republikanischen Partei an. Zwischen 1933 und 1940 saß er als Abgeordneter im Repräsentantenhaus von Connecticut; von 1943 bis 1948 gehörte er dem Staatssenat an, dessen amtierender Präsident (President Pro Tempore) er war. Der offizielle Präsident des Staatssenats ist laut Staatsverfassung der Vizegouverneur.
Nach dem Tod von Gouverneur James L. McConaughy am 7. März 1948 rückte dessen Vizegouverneur James C. Shannon in das höchste Staatsamt von Connecticut nach. Dadurch wurde das Amt des Vizegouverneurs vakant, in das nun Robert Parsons als President Pro Tempore des Staatssenats aufrückte. Bis zum Ende der Amtszeit am 5. Januar 1949 blieb er Vizegouverneur seines Staates.
Nach dem Ende seiner Zeit als Vizegouverneur ist Parsons politisch nicht mehr in Erscheinung getreten. Er starb am 18. Juli 1966. Seine Chevrolet-Vertretung in Farmington besteht bis heute.